# طويقان أبيض الحنجرة
طويقان أبيض الحنجرة (الاسم العلمي:Aulacorhynchus albivitta) (بالإنجليزية: White-throated Toucanet)‏ هو نوع من الطيور يتبع جنس الطويقان الأخضر من الفصيلة الطوقانية.